# Tunnel van Senzeille
De tunnel van Senzeille is een spoortunnel in Senzeille, een deelgemeente van Cerfontaine. De tunnel heeft een lengte van 594 meter. De tunnel ligt op de vroegere bedding van spoorlijn 132 tussen Walcourt en Neuville, een deelgemeente van Philippeville. Tussen Senzeille en Neuville is de bedding omgevormd tot een wandelpad.